# Gesellschaft für Genetik
Die Gesellschaft für Genetik (GfG) ist eine nichtkommerzielle Organisation, deren Ziel „die Förderung aller wissenschaftlichen Bestrebungen auf dem Gesamtgebiet der Genetik“ ist. Dies wird vor allem durch wissenschaftliche Diskussionen und Treffen erreicht. Jährlich verleiht die Gesellschaft den Elisabeth-Gateff-Preis, der herausragende Forschung auf dem Gebiet der Genetik fördert.

## Geschichte
Nach der Anerkennung der Theorie der Vererbungslehre Gregor Mendels wuchs das Interesse an der Genetik und ihrem Nutzen. Besondere Wirkung entfalteten die Veröffentlichungen von Carl Correns.
Seit dem Jahr 1902 fanden in Amerika, Großbritannien und Frankreich zahlreiche Treffen statt, um über das Gebiet zu diskutieren; im Vordergrund standen vor allem Zuchtmöglichkeiten und weitere Entwicklungen. Schon bald erkannte man, welcher Zweig der Wissenschaft sich mit der Genetik auftat, auch der Name „Genetics“ wurde erstmals vorgeschlagen. Auch in Deutschland sollte 1916 ein Treffen stattfinden. Das wurde jedoch durch den Ersten Weltkrieg verhindert, sodass es erst 1927 von der „Deutschen Gesellschaft für Vererbungswissenschaft“ nachgeholt wurde. Die allgemeine Forschungslage war zu jener Zeit dürftig. Vor allem der Missbrauch des Begriffs durch die Nationalsozialisten ab 1933 für Rasseprogramme schadete dem Ansehen der Wissenschaft und der Forscher sehr.
Die Versuche, in Deutschland eine neue Gesellschaft für Genetik zu gründen, scheiterten 1952 und 1964.
Erst 1968 kam es zur Neugründung. Auf den folgenden Jahrestagungen entfaltete sich das Spektrum der Beiträge – Pflanzengenetik, Antibiotikaresistenz und Zuchtmethoden zählten zu den Themen. Vorsitzender der Gesellschaft ab 1981 war der Botaniker und Pflanzengenetiker Wolfgang O. Abel (* 1932 in Berlin, Lehrstuhlinhaber in Hamburg).
Heute hat die Gesellschaft 620 Mitglieder, wobei junge Wissenschaftler in großer Zahl vertreten sind. Jede Person kann Mitglied werden, die „Interesse an der Genetik bekundet“. Bei den jährlichen Tagungen werden wichtige genetische Themen behandelt. Wegen internationaler Beteiligung wird vorwiegend englisch vorgetragen und diskutiert. Junge Forscher sollen dabei die Möglichkeit haben, ihre Forschung und Ideen in Kurzvorträgen vorzustellen.
Seit 1997 gibt die Gesellschaft zusammen mit weiteren wissenschaftlichen Gesellschaften die Zeitschrift "BIOSpektrum" heraus, die alle Mitglieder zweimonatlich erhalten.

## Elisabeth-Gateff-Preis
Die Gesellschaft verleiht jährlich den von Elisabeth Gateff gestifteten Preis an Doktoranden. Dabei werden hervorragende Arbeiten und Leistungen auf dem Gebiet der Genetik gewürdigt, weiterhin sollen junge Wissenschaftler gefördert und angespornt werden. Die Preisträger stellen ihre Arbeit während der Jahrestagung vor.
Elisabeth Gateff leitete das Institut für Genetik an der Mainzer Universität.